# AU Microscopii
AU Microscopii (AU Mic) è una giovane stella nana rossa visibile nella costellazione del Microscopio; dista quasi 10 parsec (32 anni luce) dal sistema solare, quasi otto volte la distanza che separa il Sole da Proxima Centauri.
La stella fa parte dell'Associazione di Beta Pictoris e potrebbe essere gravitativamente legata alla stella binaria AT Microscopii. Come β Pictoris, AU Microscopii è circondata da un disco di detriti.

## Osservazione
AU Microscopii si trova nella parte nord-occidentale della piccola costellazione del Microscopio; essendo di magnitudine 8,6 non è visibile a occhio nudo ma è sufficiente un binocolo o un piccolo telescopio per poterla individuare.
Trovandosi a 31° a sud dell'equatore celeste, la stella appartenente all'emisfero australe e la sua declinazione meridionale ne limita le possibilità di osservazione nell'emisfero boreale, ove è osservabile solo nelle regioni a sud del 62º parallelo. Il periodo di massima osservazione nel cielo serale ricade fra i mesi di luglio e novembre.

## Caratteristiche fisiche

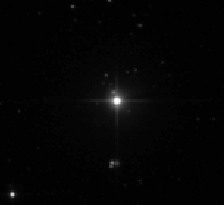
AU Microscopii fotografata nell'infrarosso (banda J). 2MASS

AU Microscopii è una tipica nana rossa di classe M, con una massa che è il 60% della massa solare ed un raggio dell'82% di quello del Sole. La bassa temperatura superficiale, di circa 3700 K, associata ad un'altrettanto piccola superficie radiante restituisce un valore della luminosità equivalente a un decimo della luminosità della nostra stella.
AU Mic è una stella molto giovane di presequenza-principale e variabile, con un'età stimata in appena 22 milioni di anni, meno dell'0,5% dell'età del Sole. La giovane età è evidente anche dal periodo di rotazione, che aumenta con l'età; AU Microscopii ruota infatti in meno di 5 giorni (contro i circa 25 giorni del Sole.
Scoperta nel 1973, la variabilità della stella, di tipo UV Ceti, si estrinseca attraverso l'emissione di brillamenti visibili alle diverse lunghezze d'onda dello spettro elettromagnetico. Il suo raggio e la sua luminosità sono relativamente alti per una stella di questa massa, poiché essendo di pre-sequenza principale si sta ancora contraendo; in tempi relativamente brevi su scala astronomica la temperatura nel suo nucleo raggiungerà valori tali per sviluppare a pieno regime la fusione dell'idrogeno e a quel punto entrerà nella sequenza principale per rimanerci decine di miliardi di anni, per una stella della sua massa.
Gli episodi di variabilità hanno un andamento pressoché sinusoidale con un periodo di 4,865 giorni. L'ampiezza della variazione si modifica lentamente nel corso del tempo: nella banda V è stata di circa 0,3 magnitudini nel 1971, mentre dagli anni ottanta si è ridotta ad appena 0,1 magnitudini. Le osservazioni con il telescopio spaziale TESS hanno rilevato una frequenza di 1 brillamento ogni 3,8 ore.

## Sistema planetario

### Il disco di detriti

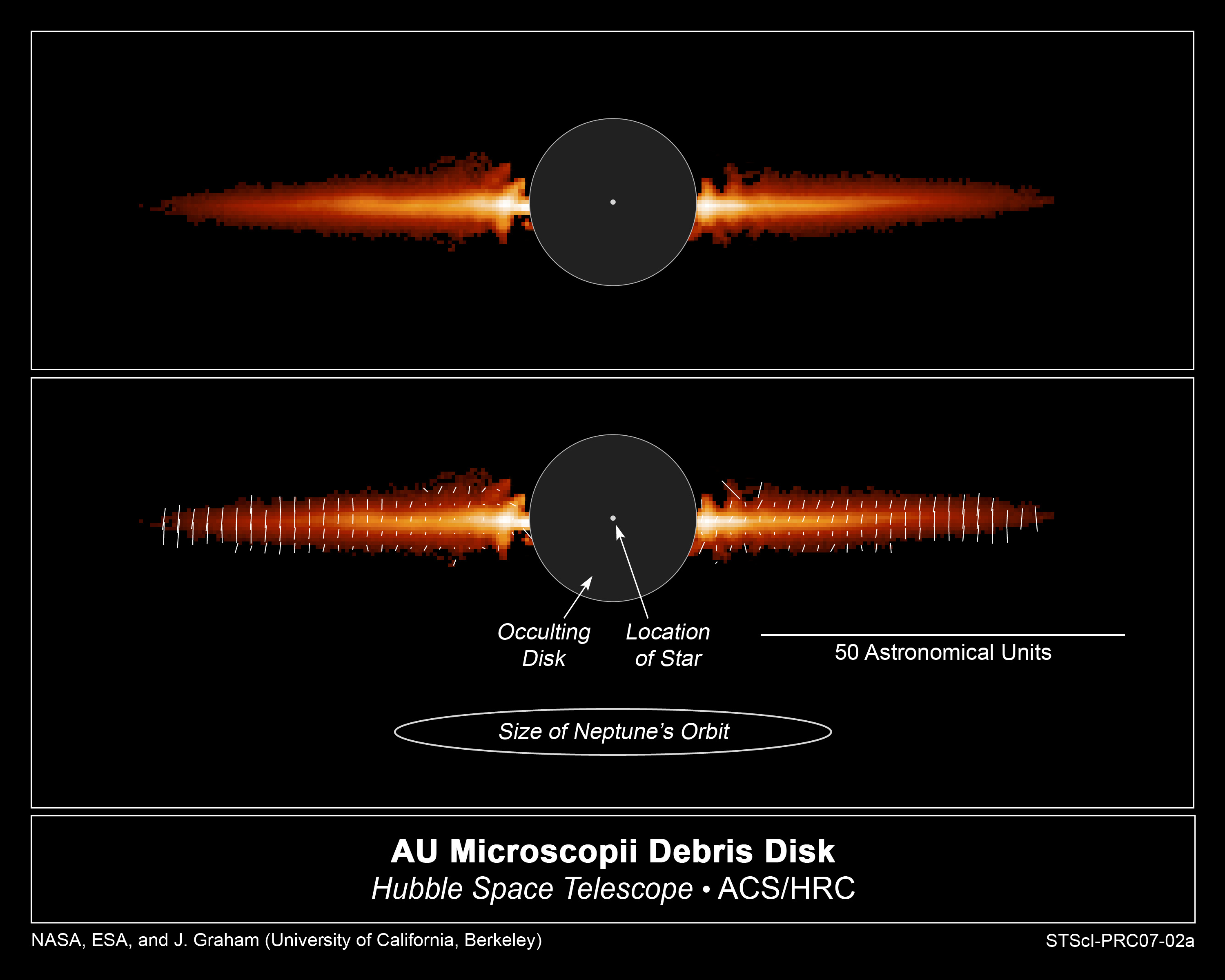
Immagine ripresa dal telescopio spaziale Hubble del disco che circonda la stella.

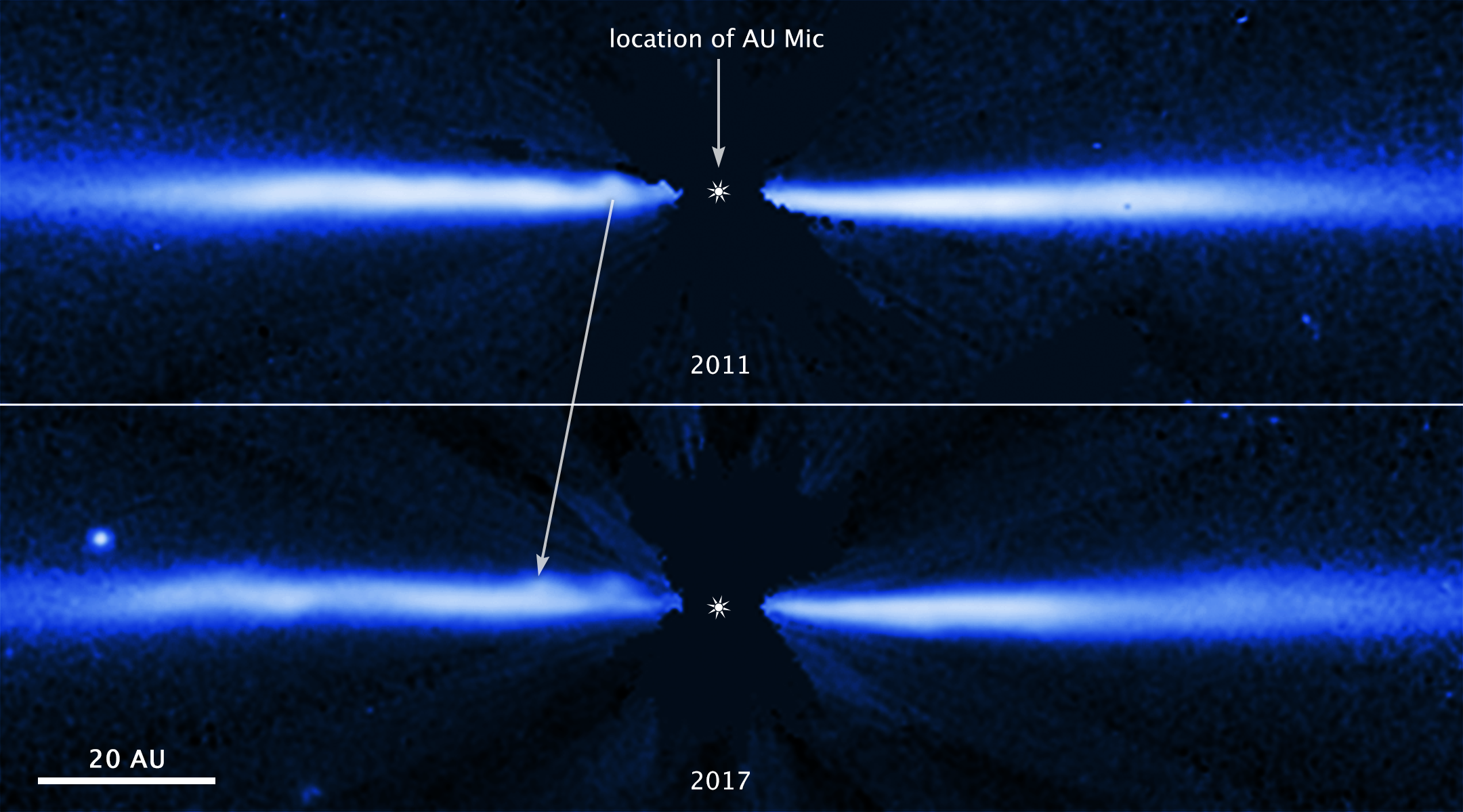
Altre due immagini del telescopio Hubble del disco di detriti che circonda AU Microscopii: la freccia indica un grumo (in inglese blob) di materia che, in sei anni, alla velocità di, ha percorso oltre un miliardo di chilometri verso l'esterno del disco. La stella, al centro, è oscurata da un coronografo.

AU Microscopii ospita un disco di detriti, risolto otticamente per la prima volta nel 2003. Il disco si mostra di taglio dal sistema solare e possiede un raggio di almeno 200 au; una simile distanza dalla stella fa sì che i materiali del disco non vengano da essa distrutti. Il disco presenta un rapporto tra le masse del gas e delle polveri di non più di 6:1, decisamente inferiore rispetto a quello solitamente considerato come il valore primordiale di 100:1; per questa ragione il disco è definito "povero di gas" (gas-poor). La quantità complessiva delle polveri visibili nel disco è stimata sulla massa lunare, mentre si ritiene che la massa dei planetesimi più grandi da cui queste avrebbero origine sarebbe di almeno sei masse lunari.
Diverse indagini hanno mostrato la presenza di una lacuna nella parte più interna del disco, con un'estensione radiale differente a seconda della tecnica osservativa: la distribuzione spettrale dell'energia (SED) alle lunghezze d'onda submillimetriche indica un'estensione radiale di 17 au, mentre l'osservazione in luce diffusa restituisce un valore inferiore, 12 au; la combinazione della SED con il profilo della luminosità superficiale restituisce invece un valore ancora inferiore, compreso tra 1 e 10 au.
Le porzioni più interne del disco si presentano asimmetriche e mostrano delle strutture particolari entro 40 au dalla stella; tali strutture sono state confrontate con quelle attese nel caso di influenze da parte di corpi di grandi dimensioni (pianeti) oppure nel caso in cui il disco sia recentemente andato incontro a fenomeni di formazione planetaria.
La presenza della lacuna interna e delle strutture nel disco ha indotto numerosi astronomi a ricercare eventuali pianeti in orbita attorno ad AU Mic, senza però risultati.
La luminosità superficiale del disco in funzione della proiezione della distanza b dalla stella ha una forma caratteristica. A b ≈ 15 au le regioni più interne del disco appaiono di densità pressoché costante,  ma procedendo verso l'esterno (b > 15 au), la densità inizia a diminuire, dapprima lentamente (b−α, dove α ≈ 1,8), quindi, a b ≈ 43 au, in maniera più accentuata (b−α, dove α ≈ 4,8).  La forma di questa sorta di "legge di potenza spezzata" è simile a quella del disco di β Pictoris.

### Pianeti
Dopo anni di osservazioni del disco di detriti, analisi combinate dei dati dei telescopi TESS e Spitzer hanno consentito di rilevare nel giugno 2020 un pianeta, avente dimensioni nettuniane e a cui è stato dato il nome AU Microscopii b
Nel dicembre 2020 è stato scoperto un secondo pianeta con dimensioni simili; entrambi i pianeti sono nettuniani caldi, anche il secondo, più distante, ha una temperatura elevata, attorno ai 454 K.
Nel febbraio 2023 è stata annunciata la scoperta di un terzo pianeta, AU Microscopii d, la cui orbita è compresa tra quelle dei pianeti b e c. Ha una massa equiparabile a quella terrestre e orbita attorno alla stella in 12,74 giorni. I tre pianeti sono in risonanza orbitale complessiva di 4:6:9, che equivale a dire che presi a coppie sono in risonanza 2:3, ossia b è in risonanza 2:3 con d, e quest'ultimo è in risonanza 2:3 con c, compiendo tre orbite mentre il pianeta più esterno (c) ne compie 2. Data la bassa eccentricità orbitale, ci si aspetterebbe di osservare in futuro eventi di transito anche per il pianeta d, nonostante nelle osservazioni col telescopio spaziale TESS non si siano rilevati dati di transiti, probabilmente anche a causa dei picchi di attività della giovane e turbolenta stella madre e delle piccole dimensioni di questo pianeta. Secondo uno studio pubblicato nel 2025 e basato su osservazioni della variazione del tempo di transito col telescopio spaziale CHEOPS del pianeta c, il pianeta d orbiterebbe in un periodo di 12,6 giorni e la sua massa sarebbe appena il 20% di quella terrestre, vale a dire circa il doppio di quella di Marte.
La zona abitabile di AU Microscopii, dove possono esistere le condizioni adatte per sostenere la vita, è compresa tra una distanza di 0,31 e 0,6 UA.
Prospetto del sistema
| Pianeta | Massa            | Raggio       | Densità    | Periodo orb.  | Sem. maggiore | Eccentricità | Incl. orbita | Scoperta |
| ------- | ---------------- | ------------ | ---------- | ------------- | ------------- | ------------ | ------------ | -------- |
| b       | 11,7±5 M⊕        | 4,38±0,18 r⊕ | 0,77 g/cm³ | 8,463 giorni  | 0,0645 UA     | 0.04         | 89,03°       | 2020     |
| d       | 1,013±0,146 M⊕   | —            | —          | 12,738 giorni | —             | 0,00097      | 89,096°      | 2023     |
| c       | 22,2±6,7 M⊕      | 3,51±0,16 r⊕ | 1,45 g/cm3 | 18,859 giorni | 0,1101 UA     | 0,041        | 88,62°       | 2020     |
| e *     | 35,2+6,7 −5,4 M⊕ | —            |            | 33,39 giorni  |               | —            | —            | 2023     |

* Non confermato